# Hess (månkrater)
För andra betydelser, se Hess.
Hess är en nedslagskrater på månen som ligger i den södra halvklotet, på den sida av månen som aldrig är vänd mot Jorden. Kraterranden har blivit nedsliten av efterföljande nedslag vilket har lämnat en låg eroderad yttervägg. Den jämna insidan har fått en ny yta av lavafloder och är utan större nedslag. Kratergolvet har en något mörkare albedo än den omgivande terrängen. 
Kratern Boyle är nästan sammanhängande med Hess nordöstra kraterrand och kratern Abbe ligger till söder. Till väst är den stora kratern Poincaré och Hess är lokaliserad till den yttre östra delen av den mycket eroderade yttre kraternranden. Satellitkratern Hess Z är delvis övertäckt av Hess norra kraterrand. Den mindre kratern Hess M sitter samman med Hess syd-sydvästra kraterrand och till nordväst med Abbes kraterrand.

## Satellitkratrar
På månkartor är dessa objekt genom konvention identifierade genom att placera ut bokstaven på den sida av kraterns mittpunkt som är närmast kratern Hess.
| Hess | Latitud | Longitud | Diameter |
| ---- | ------- | -------- | -------- |
| M    | 55.9° S | 173.7° E | 27 km    |
| W    | 52.6° S | 171.4° E | 28 km    |
| Z    | 52.0° S | 174.0° E | 73 km    |